# Quelmes
Quelmes település Franciaországban, Pas-de-Calais megyében. Lakosainak száma 536 fő (2022. január 1.). Quelmes Moringhem, Lumbres, Acquin-Westbécourt, Boisdinghem, Leulinghem, Setques és Zudausques községekkel határos.

## Földrajzi elhelyezkedése
Saint-Omertől 8 km-re nyugatra helyezkedik el, a D208-as és D207-es utak kereszteződésénél. Az A26-os autópálya is határolja.

## Népesség
| 1962                                                            | 1968 | 1975 | 1982 | 1990 | 1999 | 2006 |
| --------------------------------------------------------------- | ---- | ---- | ---- | ---- | ---- | ---- |
| 231                                                             | 246  | 262  | 371  | 445  | 447  | 580  |
| A népszámlálás 1962-től kezdődött: Népesség ismétlődések nélkül |      |      |      |      |      |      |

## Látnivalók
A 13. századi St. Pierre templom.